# 藤沢市立片瀬中学校
藤沢市立片瀬中学校（ふじさわしりつかたせちゅうがっこう）は、神奈川県藤沢市にある公立中学校。藤沢市立片瀬小学校、藤沢市立新林小学校の一部の卒業生が入学する。略称は片中。

## 概要
藤沢市片瀬地区全域を学区とする。2009年度の生徒数は490名。男子275、女子215と、男子の方が多い。かつては3学期制だったが、現在は前期・後期の2学期制となっている。これと同時に秋休みも導入されている。
2003年完成の新校舎は、自然との共生をコンセプトに建設され、屋上に太陽光発電機を設置、ひまわり太陽光追尾システムもある。

## 沿革
- 1947年（昭和22年）5月5日 - 藤沢市片瀬148番地（片瀬地区最北部の東京螺子製作所用地）に開校。
鎌倉郡片瀬町が藤沢市に合併したのが同年4月1日だから、急ごしらえだった。最初の校舎は軍需工場だった東京螺子製作所の工員養成所の建物を利用したもの。周辺は水田地帯だった。
- 1948年（昭和23年）12月30日 - 東京螺子製作所より校地買収。
- 1950年（昭和25年）10月1日 - 藤沢市制10周年記念として校旗受領。
- 1951年（昭和26年）6月1日 - 第一次増築工事竣工。
同年11月13日 - 校歌制定 作詞 岩田春夫 作曲 河野吉直。
- 1956年（昭和31年）3月13日 - 応援歌発表。
- 1957年（昭和32年）4月5日 - 第二次増築工事竣工。
- 1967年（昭和42年）4月1日 - 現在地に移転。
同年5月31日 - 鉄筋校舎落成式。
- 1974年（昭和49年）5月31日 - 片瀬中学校開校記念日とする。
- 1975年（昭和50年）7月15日 - プール完成 使用開始。
- 1977年（昭和52年）10月9日 - 創立30周年式典挙行（記念文化祭）記念碑建立。
- 1981年（昭和56年）3月 - 部室2階建て12室、生徒用男女更衣室1棟完成 卒業記念藤棚拡張。
- 2001年（平成13年）11月 - 仮設校舎建設着工。
- 2002年（平成14年）3月22日 - 仮設校舎へ移転。
同年6月3日 - 旧校舎解体工事開始→新校舎建設着工。
- 2003年（平成15年）10月29日 - 新校舎へ移転。
- 2004年（平成16年）2月28日 - 新校舎落成式挙行。
- 2007年（平成19年）4月 - 大庭遊水地周辺で荒廃地となっていた水田1000坪を地権者から借り受け、「片中Dash村」と名付けて水田実習を始める。
同年8月28日 - 全国中学校水泳競技大会にて競泳男子総合優勝、男子400mリレー第1位。
同年10月17日 - 創立60周年記念式典およびコンサート 。
- 2021年（令和3年）1月22日 - 第一回冬の大運動会開催。

## 進学前小学校
- 藤沢市立片瀬小学校
- 藤沢市立新林小学校（一部は藤沢市立鵠沼中学校・藤沢市立村岡中学校へ）

## 部活動
- 運動部
  - サッカー部
  - 野球部
  - ソフトテニス部
  - バレーボール部
  - バスケットボール部
  - 卓球部
  - 陸上競技部
- 文化部
  - 科学部
  - 吹奏楽部
  - 美術部
  - 合唱部
  - ボランティアサークル部

## 交通
- 湘南モノレール江の島線片瀬山駅より徒歩10分。
- 藤沢駅南口3番乗り場より江ノ電バス「F2.F20.F21.F23」で「片瀬中学校前」下車。

## 委員会
- 生徒会
  - 生徒会本部
- 学級委員会
  - 一年学級委員会
  - 二年学級委員会
  - 三年学級委員会
- 専門委員会
  - 図書委員会
  - 保健委員会
  - 体育委員会
  - 新聞委員会
  - 美化委員会
  - 放送委員会
- 実行委員会
  - 文化祭実行委員会
  - 合唱コンクール委員会
  - 選挙管理委員会

## 著名な卒業生
- 服部陽介 フリーアナウンサー（元新潟放送）
- 堤剛 チェリスト
- 川島誠 児童文学作家・小説家
- 定保英弥 帝国ホテル社長・総支配人
- クレイ・アーロン滝波　陸上中距離選手
- ももいろけんきょ AV監督
- カニササレアヤコ お笑い芸人